# Linnaemya sulensis
Linnaemya sulensis är en tvåvingeart som beskrevs av Hiroshi Shima 1986. Linnaemya sulensis ingår i släktet Linnaemya och familjen parasitflugor.
Artens utbredningsområde är Filippinerna. Inga underarter finns listade i Catalogue of Life.